# Tukotuko obrożny
Tukotuko obrożny (Ctenomys torquatus) – gatunek gryzonia z rodziny tukotukowatych (Ctenomyidae). Występuje w Ameryce Południowej, gdzie odgrywa ważną rolę ekologiczną. Siedliska tukotuko obrożnego położone są na terenach północno-wschodniej Argentyny, Urugwaju i najbardziej wysuniętych na południe części Brazylii. Międzynarodowa Unia Ochrony Przyrody (IUCN) wymienia ten gatunek w Czerwonej księdze gatunków zagrożonych jako gatunek najmniejszej troski i oznacza go akronimem LC.